# کیت نائوتا
کیت نائوتا (انگلیسی: Kate Nauta؛ زادهٔ ۲۹ آوریل ۱۹۸۲) یک مانکن، هنرپیشه و خواننده اهل ایالات متحده آمریکا است.
یکی از نقش‌های اصلی او بازی در نقش «لولا» در فیلم ترانسپورتر ۲ بود.
از فیلم‌ها یا برنامه‌های تلویزیونی که وی در آن نقش داشته است می‌توان به نقشه بازی و ترانسپورتر ۲ اشاره کرد.